# Swanendrift
Swanendrift was een buitenplaats in de Nederlandse plaats Alphen aan den Rijn, provincie Zuid-Holland. De buitenplaats is rond 1650 aangelegd in de toenmalige buurtschap Hoorn en bestond uit een herenhuis en een 16e-eeuwse boerderij. Op de plek van de boerderij stond in de 14e eeuw ook al bebouwing, namelijk een stenen kamer. In 1813 is de gehele buitenplaats afgebroken.

## Etymologie
De naam Swanendrift verwijst naar het adellijke recht van zwanendrift. Eigenaar Jacob Fransz. Hinlopen had in 1654 dit recht voor de buitenplaats ontvangen van de leenkamer van het Huis Wassenaar. Hij besloot daarop om de buitenplaats te vernoemen naar het ontvangen privilege.

## Geschiedenis
De oudste bebouwing betreft een stenen kamer die rond 1350 is gebouwd. Het zal een representatieve woning zijn geweest voor een belangrijke familie, waarschijnlijk afkomstig uit de plattelandsadel. Rond 1420 is het gebouw verwoest, mogelijk door hertog Jan van Beieren tijdens de Hoekse en Kabeljauwse twisten.
Het duurde tot circa 1540 voordat er op de plek van de stenen kamer een nieuwe boerderij werd opgetrokken. Deze hofstede is waarschijnlijk in 1573 verwoest vanwege het beleg van Leiden maar daarna weer herbouwd.

### Buitenplaats
Job Thijsz. kocht in 1608 de boerderij aan van Jan Cornelis Ewoudtsz, wiens voorouders al in de 16e eeuw de boerderij pachtten of in bezit hadden. In 1635 verkocht Job Thijsz. de boerderij: Cornelia Oetgens van Waveren, weduwe van Frans Jacobsz. Hinlopen, kocht de hofstede en 27 morgen aan land, terwijl haar zoon Jacob Fransz. Hinlopen het leenland verwierf. Deze Jacob trouwde in 1638 met Maria, een dochter uit het belangrijke Amsterdams geslacht Huydecoper. Het zal dit echtpaar zijn geweest dat rond 1650 de oude hofstede liet omvormen tot een buitenplaats die de naam Swanendrift zou krijgen.
Het echtpaar Hinlopen-Huydecoper verkocht in 1662 Swanendrift aan de Amsterdamse koopman Johan van Egeren en zijn vrouw Johanna Maria van Pallaes. Zij leenden echter dermate veel geld dat ze uiteindelijk de buitenplaats weer moesten verkopen. De nieuwe eigenaren waren de kinderen van Pieter Belten, zoon uit een eerder huwelijk van Johanna.

### Van Leeuwen
De kinderen van Pieter Belten verkochten Swanendrift in 1700 via een publieke veiling aan Wilhelmina van Weesp, weduwe van Joost van Leeuwen. In 1707 werd Swanendrift op naam gezet van Wilhelmina's dochter Anna Maria van Leeuwen, die het in 1718 weer naliet aan haar zus Adriana van Leeuwen. In 1726 trouwde Adriana met Bartholomeus Bosch, maar ze overleed in 1729 en liet Swanendrift na aan haar man.

### Laatste bewoners
Bartholomeus Bosch hertrouwde met Catharina van Immerzeel. Zij zou na de dood van haar man en hun zoon Jan Bartholomeus het beheer van de buitenplaats op zich nemen. In 1782 overleed Catharina, en haar dochter Maria Jacomina Bosch - sinds 1762 gehuwd met dominee Michael van der Meersch - erfde nu de buitenplaats. Na het overlijden van Michael in 1809 erfden de kinderen de buitenplaats, maar Maria mocht in het huis blijven wonen. Na haar overlijden in 1812 vond op 31 maart 1813 de openbare verkoop van Swanendrift plaats: de drie gebroeders Van der Horn, speculanten uit Leiden, wisten de buitenplaats in handen te krijgen. De buitenplaats met herenhuis en boerderij werd vervolgens afgebroken.
Op het terrein werd de dakpannenfabriek Johan van Leeuwen gebouwd, inclusief enkele arbeiderswoningen. In een van de woningen werd een gevelsteen met de naam Zwanendrift gemetseld.
Eind 20e eeuw werd op de locatie van Swanendrift een bedrijventerrein gepland. Dit leidde tot een archeologische opgraving in 1998.

## Beschrijving
Bij het archeologisch onderzoek in 1998 op de locatie van Swanendrift zijn de restanten gevonden van meerdere bouwwerken uit de periode 1350 tot 1813: een middeleeuwse stenen kamer, een 16e-eeuwse boerderij en een 17e-eeuws herenhuis.

### Stenen kamer
De stenen kamer is rond 1350 gebouwd op een vierkant, omgracht terrein. Het teruggevonden muurwerk betreft een fundering van de voorgevel. Deze fundering lag op de rand van de noordelijke gracht en was vanwege de gronddruk zwaar uitgevoerd. De gracht zelf was op deze locatie van een houten beschoeiing voorzien.
Waarschijnlijk was de stenen kamer een vierkant bouwwerk, aan de achterzijde voorzien van een boerderijgedeelte.
Rond 1420 is de stenen kamer verwoest door oorlogsgeweld. In de gracht zijn brokstukken aangetroffen van omvergetrokken muurwerk. Onder dit puin zijn onder andere aardewerk, een pijpaarden beeldje en een zooltje van een kinderlaarsje gevonden die alle dateren uit de periode 1340-1425. Deze vondsten tonen aan dat de bewoners tot de hogere kringen behoorden en in welstand leefden.

### Boerderij

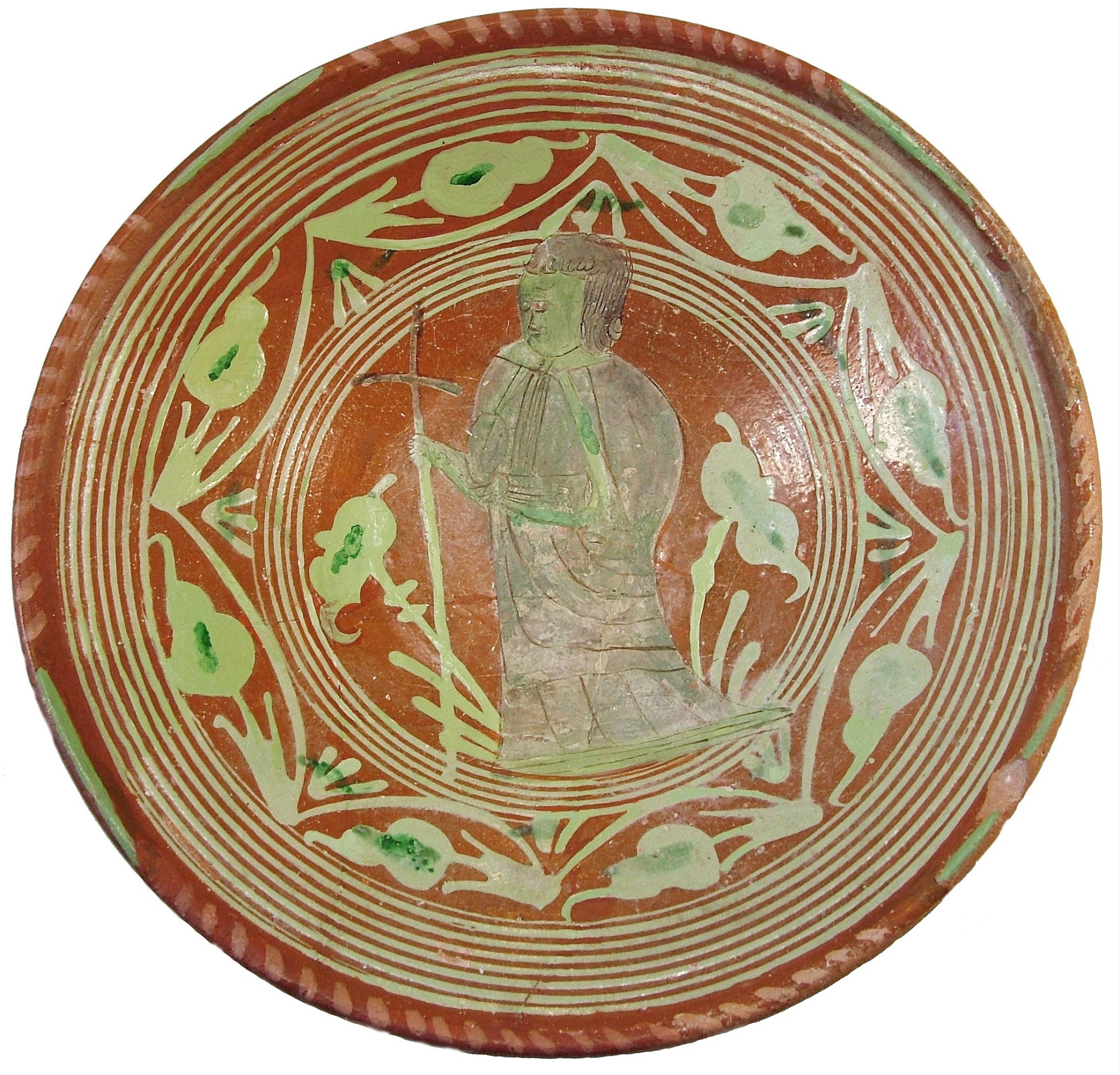
Bord uit het Werragebied (1575-1625), gevonden tijdens de opgraving van 1998

Rond 1540 werd een nieuwe boerderij gebouwd. Hierbij werd voor in ieder geval de voorgevel gebruik gemaakt van de fundering van de middeleeuwse stenen kamer. Aan de zuidzijde stond een stal of schuur. Verder zijn onder andere een overwelfde beerkelder en een waterput teruggevonden. Mogelijk is de boerderij in 1573 verwoest vanwege het beleg van Leiden en daarna weer herbouwd.
Net als bij het middeleeuwse stenen huis leken ook de bewoners van de nieuwe boerderij een zekere welstand te kennen. Dit blijkt uit vondsten als een majolicabord en Werra-aardewerk.

### Swanendrift
In de 17e eeuw zou de boerenhofstede het karakter van een buitenplaats krijgen. Hiertoe werd rond 1650 een herenhuis gebouwd aan de westzijde van de boerderij. Op basis van de aangetroffen fundamenten wordt er van uit gegaan dat dit nieuwe herenhuis 12 meter breed en 10,5 meter diep was. Voorlangs het huis was een gracht aangelegd met hoge bakstenen keermuren.
Over het uiterlijk en de indeling van het huis is vrijwel niets bekend. Waarschijnlijk was er een overwelfd souterrain waarin de keuken was ondergebracht; tevens was hier een kelder van 5,25 bij 3 meter groot. Een forse beerkelder leek zich onder de ingangspartij van het huis te bevinden.

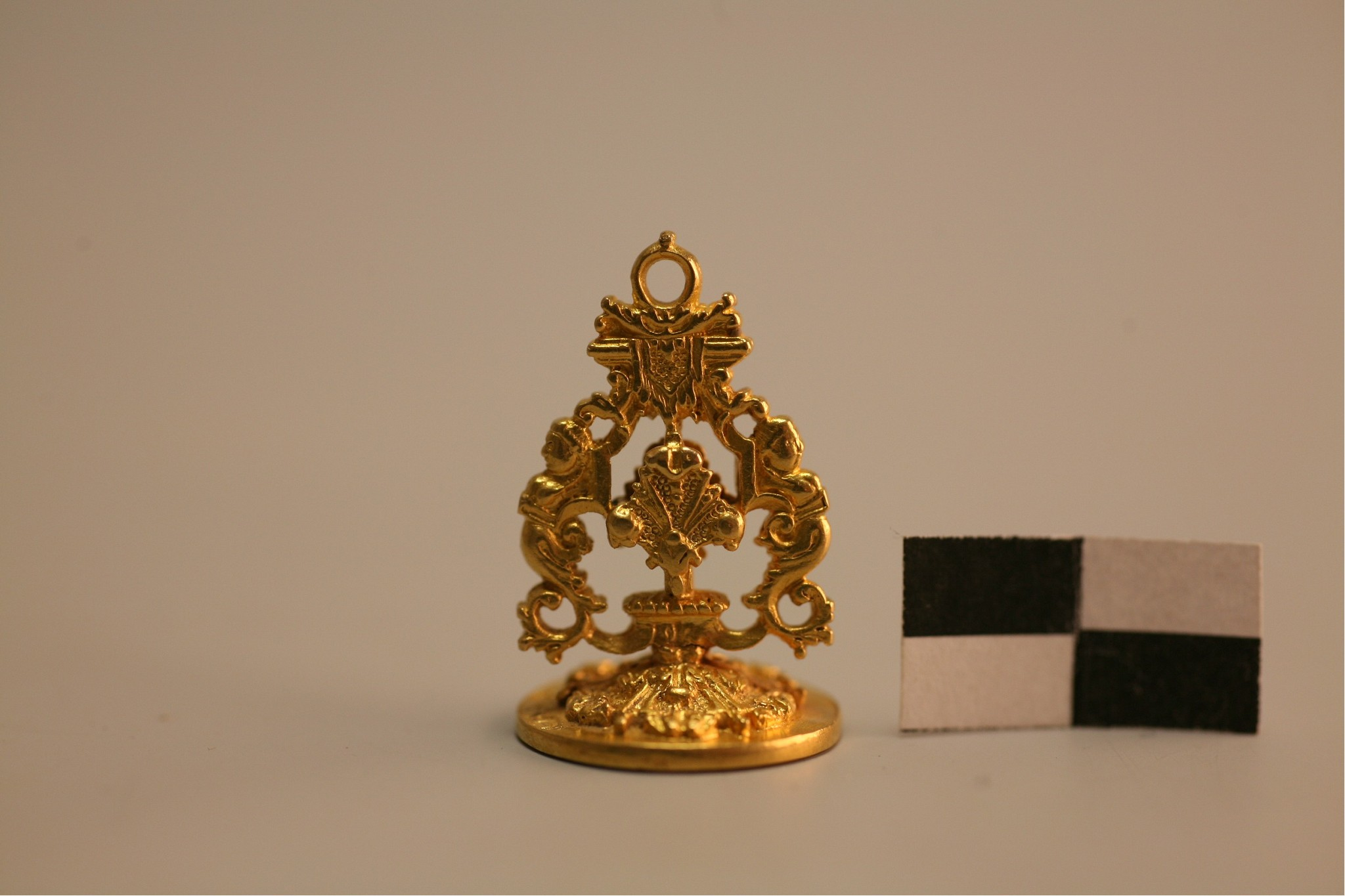
Zegelstempel uit 1729 van de familie Van der Meersch, gevonden tijdens de opgraving van 1998

Rond 1710 werd de gracht gedempt en de beerkelder buiten gebruik genomen. Er kwam een uitgebreid rioolstelsel voor in de plaats.
Uit het vondstmateriaal blijkt de welvarendheid van de eigenaren: zo zijn er majolica- en faienceborden, glaswerk, buitenbloempotten en een van schildpad gemaakte haarkam aangetroffen. In de beerkelder van de boerderij is een gouden zegelstempel uit 1729 aangetroffen, dat vanwege het afgebeelde wapen een bezit van dominee Michael van der Meersch is geweest.  
Bij het overlijden van Jan Bartholomeus Bosch in 1760 werd een beschrijving gemaakt van de buitenplaats. Het goed bestond toen uit een herenhuis, tuinmanswoning en boerderij met bijgebouwen. Tevens was er wei- en hooiland met een oppervlak van 37 morgen en 300 roeden. In 1783 zou er een nieuwe koepel op het complex aanwezig zijn.
Toen Swanendrift in 1813 werd verkocht, ging het volgens de documenten om een herenhuis van twee verdiepingen met een zolder en een overwelfde kelder, bijgebouwen, bos, boomgaarden, en een moestuin; het complex was ruim twee hectare groot.
Bij de opgraving in 1998 werd snoeihout van buxus gevonden, een aanwijzing voor de aanwezigheid van een formele tuinaanleg.

### Huis Leeuwen?
Er is een melding uit 1323 waarin Dirk van Leeuwen zijn kasteel in leen opdroeg aan graaf Willem III. De locatie van dit 'Huis Leeuwen' wordt in sommige publicaties geplaatst te Swanendrift. De vondst in 1998 van 14e-/15e-eeuws muurwerk leek deze theorie te bevestigen. Onderzoek heeft echter uitgewezen dat het Huis Leeuwen niet hier heeft gestaan maar op een oostelijker locatie.